# Cicle de Baal

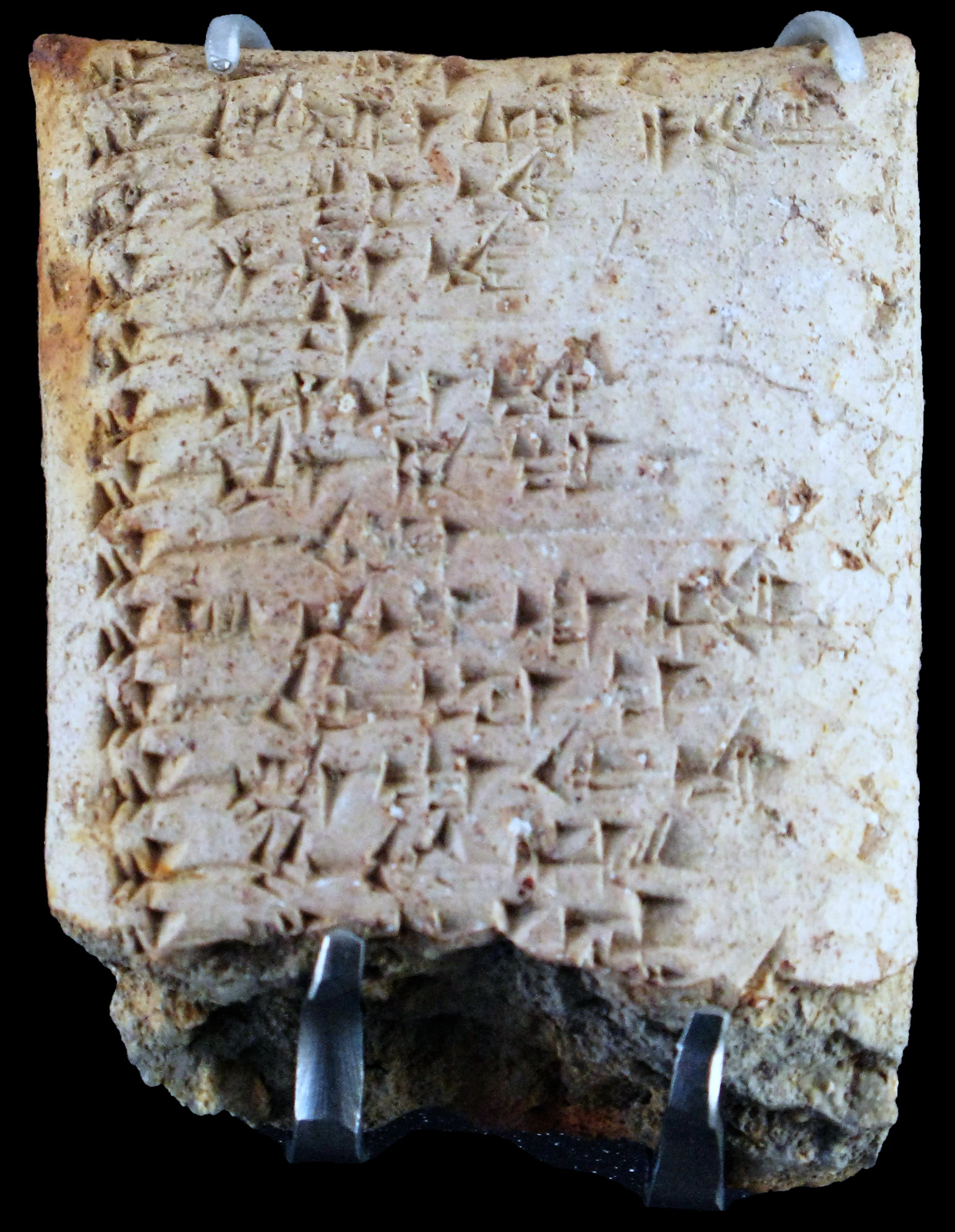
Tauleta d'argila amb la llista dels déus ugarítics

El cicle de Baal és un text ugarític d'històries mitològiques sobre el déu cananeu Baal (Baʿal (lit. "Propietari", "Senyor"), també conegut com a Hadad, el déu de la tempesta i la fertilitat. És un dels textos d'Ugarit, datat al c. 1500–1300 aC.
Estan escrites en argila utilitzant el llenguatge ugarític i lletres cuneïformes. Es van descobrir en la dècada de 1920 en el Tell d'Ugarit (moderna Ras Shamra), situat a la costa mediterrània del nord de Síria, a pocs quilòmetres al nord de la moderna ciutat de Latakia.

## Argument
El déu Yam vol que tots els altres el reconeguin com a divinitat suprema, però El ajuda Baal a desafiar-lo i matar-lo. Llavors s'erigeix un temple en honor de Baal. Aquest té por que tingui finestres, ja que una vella profecia deia que la mort entraria per la finestra, però finalment cedeix, temptat per la bellesa i perquè es confia després de diverses victòries militars.
Aleshores Mot, la mort, arriba i comença una feroç lluita amb Baal fins emportar-se'l a l'inframón. Aquest, abans copula amb una vaca sagrada. Mentre Baal rau sota terra, el món es torna infèrtil i la gent passa gana. Llavors Anat (germana o esposa de Baal segons les versions) s'enfronta a Mot per alliberar-lo i el parteix en milers de bocins. Busca el cadàver de Baal i d'aquesta manera el déu pot renéixer i així tornar la vida a la terra. Mot, però, no s'ha rendit, i torna periòdicament per lluitar amb Baal.